# Bertha Rogers

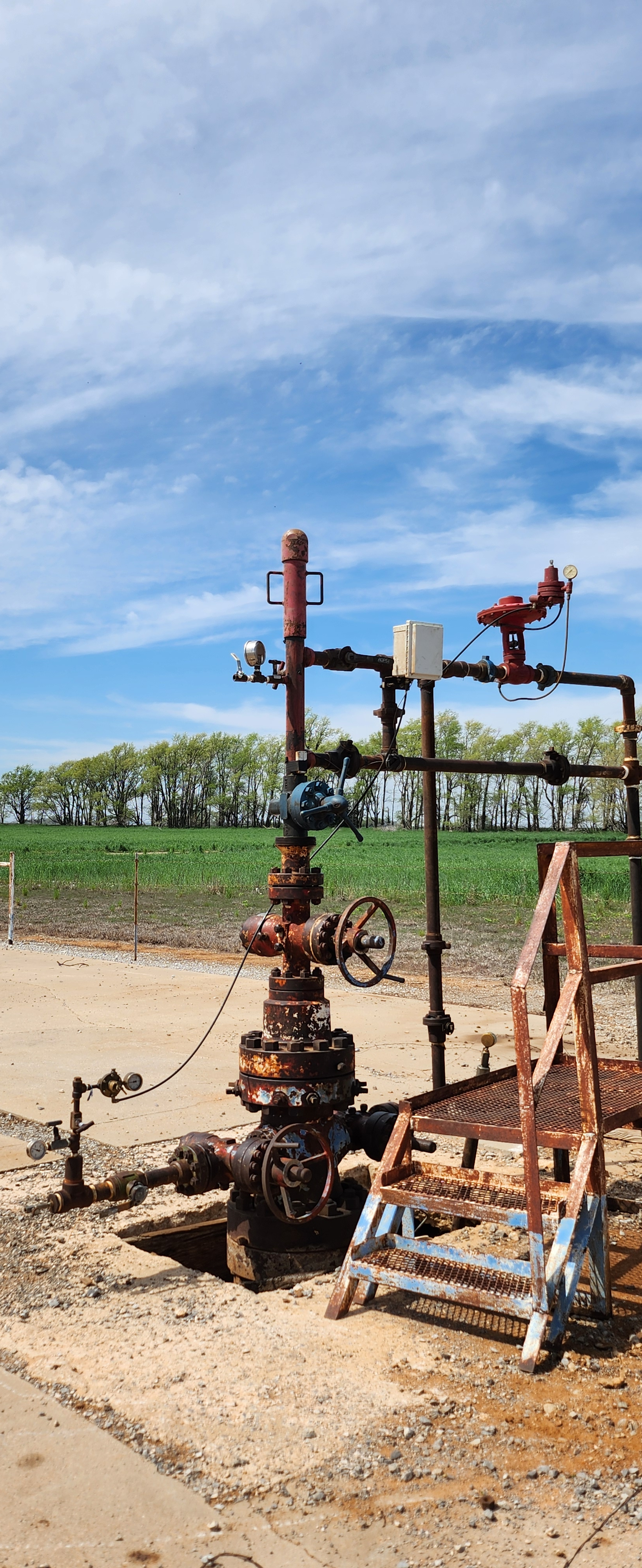
Estrutura remanescente do poço Bertha Rogers, em 30 de março de 2024, em um local com tubulações ativas, embora o poço em si tenha sido desativado.

O Bertha Rogers foi um poço de exploração de petróleo, perfurado no condado de Washita, Oklahoma, em 1974, tendo alcançado e mantido, entre os anos de 1974 e 1979, o recorde de poço mais profundo já perfurado, com quase 10 quilômetros de profundidade, até ser ultrapassado pelo poço superprofundo de Kola, aberto pela antiga União Soviética, que alcançou mais de 12 quilômetros de profundidade.
Atualmente fechado e abandonado, o poço, de número 1–27, foi perfurado pela Glover-Hefner-Kennedy Company (GHK) em parceria com a Lone Star Producing Company. Sua perfuração — durante a qual foram observadas temperaturas de até 246 graus Celcius e pressões de mais de 25.000 psi (172 369 kPa) —, ocorreu entre 25 de outubro de 1972 e 13 de abril de 1974, alcançando a profundidade terminal de 31.441 pés, equivalente a cerca de 6 milhas, ou 9.583 metros. Nesta profundidade, a broca atingiu um depósito de enxofre derretido, que acabou por derretê-la, provocando o encerramento da perfuração depois de 504 dias de trabalho, e o posterior isolamento e abandono do poço.